# Lysandra caeruleocuneata
Lysandra caeruleocuneata är en fjärilsart som beskrevs av Tutt 1910. Lysandra caeruleocuneata ingår i släktet Lysandra och familjen juvelvingar. Inga underarter finns listade i Catalogue of Life.